# Amanda Brown (tennista)
Amanda Brown (2 maggio 1965) è un'ex tennista britannica.

## Carriera
A livello giovanile ha vinto due titoli consecutivi agli Australian Open, si è imposta sia nel 1982 che nel 1983, mentre tra le adulte non ha ottenuto gli stessi successi avanzando al massimo al secondo turno nei tornei dello Slam.
Nel 1984 ha fatto parte della squadra britannica di Fed Cup vincendo quattro incontri e perdendone tre, nello stesso anno ha rappresentato la sua nazione anche alle Olimpiadi di Los Angeles dove il tennis era uno sport dimostrativo venendo sconfitta al secondo turno da Raffaella Reggi.

## Statistiche

### Doppio

#### Finali perse
| Numero | Anno | Torneo                                 | Superficie | Compagna             | Avversarie in finale            | Punteggio     |
| 1.     | 1983 | Virginia Slims of Utah, Salt Lake City | Cemento    | Brenda Remilton-Ward | Cláudia Monteiro Yvonne Vermaak | 1-6, 6-3, 4-6 |